# Montafoner Heimatmuseum Schruns

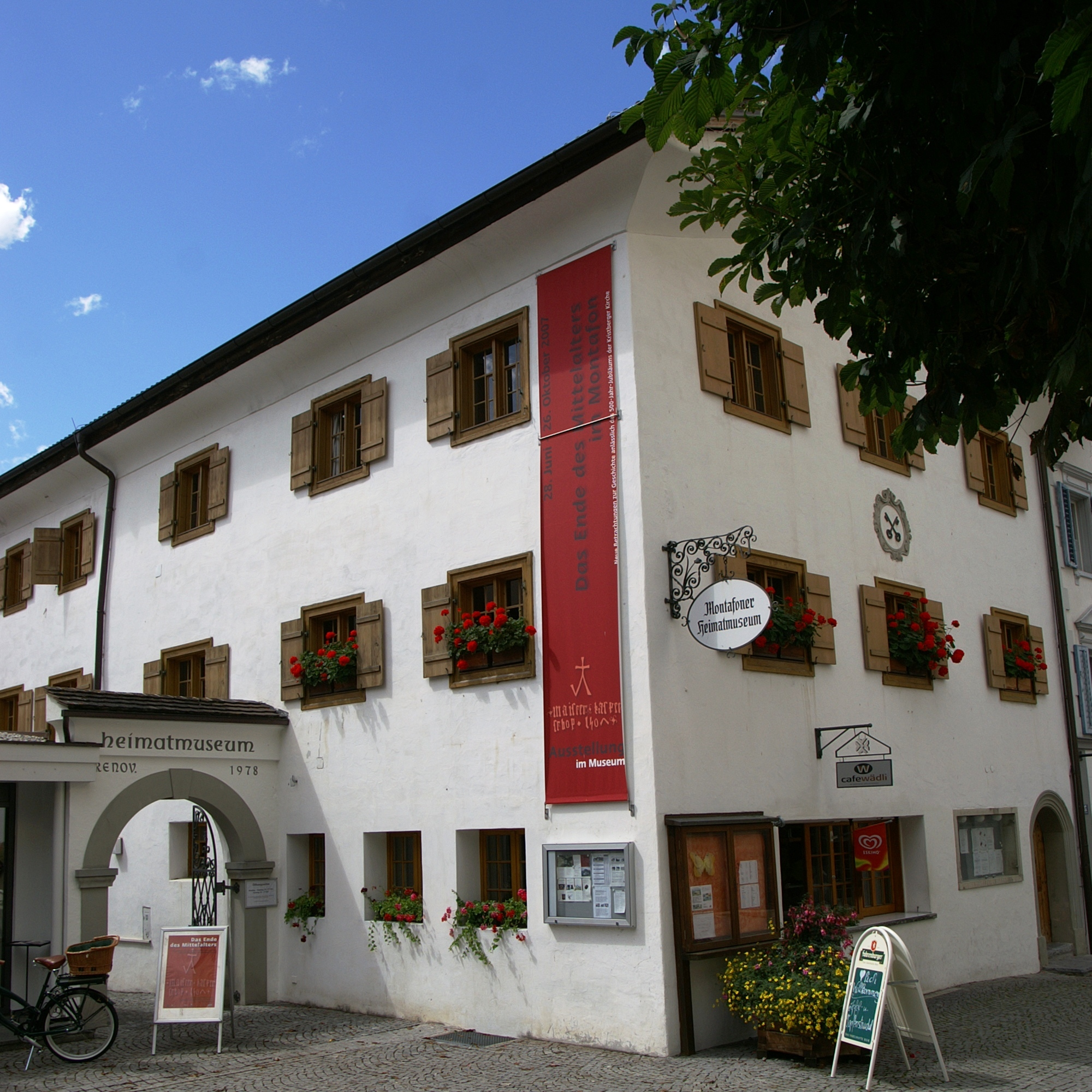
Montafoner Heimatmuseum in Schruns

Das Montafoner Heimatmuseum Schruns steht in der Marktgemeinde Schruns im Montafon im Bezirk Bludenz in Vorarlberg (Österreich). Der Heimatschutzverein Montafon ist Träger des Heimatmuseums und der Eigentümer der Sammlung.

## Geschichte
Im Jahre 1906 begann eine Gruppe heimatkundlich interessierter Einheimischer selten vorkommende Tiere, Pflanzen und Mineralien im Montafon zu sammeln und in der Folge auch auszustellen. Unter der Leitung des Schrunser Schulleiters Johann Wiederin wurde die mittlerweile umfangreiche Sammlung durch alte Möbel, Bilder und Kunstwerke ergänzt. Im Frühmesshaus in der Silvrettastraße fand man eine geeignete Stätte für die Sammlung, und so wurde am 12. Juni 1921 das „Montafoner Heimatschutzmuseum“ in Schruns feierlich eröffnet.
Im Jahre 1978 übersiedelte das Museum an den Kirchplatz in Schruns in ein altes Montafoner Ständehaus (im Giebel bez. 1710; rätoromanische Bau; ehemals Sitz der Bergrichter), welches renoviert und durch einen Neubau ergänzt wurde. Durch diese optimale Kombination bietet sich in den beiden unterschiedlich ausgestatteten Gebäuden die Möglichkeit, das Ausstellungsgut den gegenwärtigen Erkenntnissen gemäß optimal zu präsentieren. Es beherbergt Kulturgut aus dem ganzen Tal und informiert über die Lebensweise der Montafoner. Während im Neubau Vitrinen eingerichtet sind, wird im alten Gebäude ein Rundgang durch die Wohnkultur und Arbeitswelt des Montafons geboten: bäuerliche Gerätesammlung, volkskundliche und kunstgeschichtliche Bestände, Kunstwerke der Gotik und des Barock (u. a. ehem. Hochaltarfiguren der Pfarrkirche Schruns von Josef Klemens Witwer aus Imst, um 1790).
Ein kleines Zimmer ist als Schulklasse eingerichtet, mit dem obligaten Lehrerpult, dem Harmonium und den feststehenden Holzbänken. Hier wurden acht Schulstufen gleichzeitig unterrichtet. Das ebenso hier untergebrachte „Montafon-Archiv“ von Josef Zurkirchen ist nach Voranmeldung für Studienzwecke zugänglich.

## Museumsgebäude
Von 1921 bis 1978 wurde das Frühmesshaus als Museum genutzt. 1978 wurde ein altes Ständehaus und der ehemalige Sitz des Bergrichters als Museum bezogen. Der im Kern mittelalterliche Bau zeigt im Giebel die Jahresangabe 1710. Der Bau wurde für das Museum renoviert und durch einen Neubau ergänzt.
Für einen Neubau des Museums gab es einen Architekturwettbewerb, welcher im November 2009 das Architekturbüro Marte.Marte Architekten gewann. 2011 erfolgte jedoch ein Ablehnung des Gemeinderates in Schruns. Im November 2011 erfolgte weiters eine Bürgerbefragung zum geplanten Museumsneubau und der Vorschlag der Architekten Marte/Marte mit einer reduzierten Betonweise wurde durch die Bevölkerung abgelehnt.